# Megan
Megan est un prénom féminin d'origine galloise. Il peut prendre de nombreuses formes alternatives, telles que Meghan, Meagen, Meagan, Meaghan, Megyn, etc. Ce prénom est initialement une forme affectueuse de « Meg », ou de « Meggie », qui sont eux-mêmes des diminutifs de Margaret, du grec ancien : μαργαρίτης (margarítēs) signifiant « perle ». Megan est l'un des prénoms gallois les plus répandus en Angleterre et au Pays de Galles, souvent sous sa forme raccourcie « Meg ». Ce prénom est aujourd'hui utilisé comme un prénom distinct, plutôt que comme un surnom.
Dans le monde anglophone des années 1990, Megan était l'un des prénoms les plus répandus, avec un niveau record atteint en 1990 aux États-Unis, et en 1999 au Royaume-Uni. Environ 54 % des personnes prénommées Megan et nées aux États-Unis sont nées en 1990 ou postérieurement. 

## Personnalités portant ce prénom
- Megan Boone (née en 1983), actrice américaine
- Megan Danso (née en 1990), actrice canadienne
- Meagen Fay (née en 1957), actrice américaine
- Megan Follows (née en 1968), actrice canadienne
- Megan Fox (née en 1986), actrice américaine
- Meagan Good (née en 1981), actrice américaine
- Megan Hart (née en 1971), écrivain américain
- Megan Hilty (née en 1981), actrice américaine
- Megan Jendrick (née en 1984), nageuse américaine
- Megan Kanka, (1986–1994) victime américaine d'un crime
- Megyn Kelly (née en 1970), journaliste et présentatrice de télévision américaine
- Megan Lukan (née en 1992), joueuse de rugby à sept canadienne.
- Megan Marie Hart (née en 1983), soprano américaine
- Meghan Markle (née en 1981),  ancienne actrice devenue membre de la famille royale britannique.
- Meaghan Martin (née en 1992), actrice américaine
- Megan McDonald (née en 1959), écrivain américain
- Meagan Miller, soprano américaine
- Megan Mullally (née en 1958), actrice américaine
- Megyn Price (née en 1971), actrice américaine
- Megan Rapinoe (née en 1985), joueuse de football américaine
- Meghann Shaughnessy (née en 1979), joueuse de tennis américaine
- Meghan Trainor (née en 1993), chanteuse et auteur de chansons américain
- Megan Young (née en 1990), actrice philippino-américaine et Miss World 2013
- Megan Lanquar (née en 1995), chanteuse française, anciennement membre de The Mess et aujourd'hui dans la comédie musicale Les Trois Mousquetaires.

## Personnages de fiction
- Meggan, superhéro de comics apparaissant dans des livres publiés par Marvel Comics
- Megan Caravan, personnage de la série télévisée Ruby Gloom
- Megan « Meg » Griffin, personnage de la série télévisée Family Guy
- Megan Parker, personnage de la série télévisée Drake & Josh
- Megan Sparkles, personnage de la série télévisée Sanjay and Craig
- Megan Macey, personnage de la série télévisée Emmerdale
- Meagan Aylward, personnage du film Cyberbully
- Megan Hounsell, personnage du film Cyberbully
- Megan Williams, personnage de la série télévisée My Little Pony
- Megan Harries, propriétaire de Cwmderi's chapel, Bethania, dans le Soap gallois Pobol y Cwm

## Autres
- Loi de Megan, loi fédérale américaine de 1994 concernant les délinquants sexuels enregistrés ;
- M3GAN, film d'horreur de science-fiction américain de Gerard Johnstone (2023).
- M3GAN 2.0, film d'horreur de science-fiction américain de Gerard Johnstone (2025), suite du film ci-dessus